# Squarainová barviva

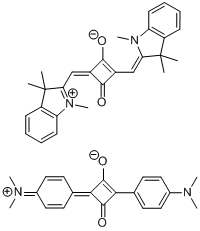
1,2,3,3-tetramethyl-3H-indoliová sůl (nahoře) a anilinový derivát squarainového barviva

Squarainová barviva jsou skupinou organických barviv, odvozených od kyseliny kvadrátové, vyznačujících se silnou fluorescencí, obvykle v červené a blízké infračervené oblasti (absorpční maxima se objevují mezi 630 a 670 nm a emisní maxima mezi 650 a 700 nm). Mohou být atakována nukleofily na centrálním čtyřčlenném kruhu, který je značně chudý na elektrony; tomu lze zabránit vytvořením rotaxanů okolo jejich molekul. Využití mají jako senzory iontů, například v biomedicíně.

## Příprava
Příprava prvních squarainových barviv byla popsána v roce 1966.
Z kyseliny kvadrátové se získávají elektrofilními aromatickými substitučními reakcemi s aniliny nebo jinými sloučeninami bohatými na elektrony, produkty jsou konjugované a vyznačují se výrazným rozprostřením náboje.
Squarainová barviva lze připravit rovněž reakcemi kyseliny kvadrátové nebo jejich derivátů s „methylenovými zásadami“, jako jsou například 2-methylindoleniny, 2-methylbenzthiazoly a 2-methyl-benzoselenazoly. Indoleninové squarainy mívají dobrou odolnost vůči světlu (mimo jiné vykazují vysoký kvantový výtěžek při navázání na proteiny) a reaktivnější barviva se často používají v biomedicíně jako fluorescenční značkovače.

## Squaryliová barviva

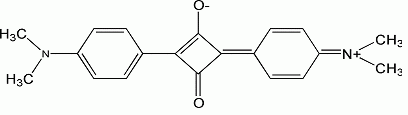
Obecná struktura squaryliového barviva

Squaryliová barviva se obtížně rozpouští ve většině rozpouštědel mimo dichlormethan a několik dalších. Jejich absorpční maxima se objevují kolem 630 nm a luminiscenční maxima kolem 650 nm. Luminiscence je u nich fotochemicky stálá a kvantové výtěžky bývají přibližně 0,65.
Molekuly squaryliových barviv lze uzavřít do uhlíkových nanotrubic, které tak mění své optické vlastnosti. Mezi takto uzavřeným barvivem a nanotrubicí probíhá přenos energie — světlo je absorbováno barvivem a přenášeno na nanotrubici. Uzavření zvyšuje chemickou a tepelnou stabilitu barviva a umožňuje jeho izolaci a zkoumání; mimo jiné zamezuje jeho luminiscenci, čímž umožňuje analýzu pomocí Ramanovy spektroskopie.